# Melittinae
Melittinae es una pequeña subfamilia de las abejas Melittidae, con alrededor de 60 especies en 4 géneros, con distribución en África y en las zonas templadas del hemisferio norte. Son de tamaño pequeño a mediano. En general son oligolécticas; algunas colectan aceites florales en vez de polen para alimentar a sus larvas, por ejemplo Rediviva emdeorum. Es una especie fuera de lo común porque las patas anteriores son más largas que el cuerpo entero. Usan esas patas como esponjas para recoger los aceites que se encuentran al fondo del espolón de la corola de la planta huésped, Diascia, un ejemplo de coevolución entre la flor y su polinizador
Se ha encontrado un fósil de esta subfamilia, Palaeomacropis eocenicus, en el Eoceno temprano de Oise, Francia.